# Trade Records Analysis of Flora and Fauna in Commerce
TRAFFIC (Trade Records Analysis of Flora and Fauna in Commerce) ist eine internationale Organisation, die den Handel mit gefährdeten Tier- und Pflanzenarten beobachtet und sich für deren Erhalt einsetzt. Sie wurde 1976 als Kooperation des WWF und der IUCN gründet und hat ihren Hauptsitz in Cambridge. Im Zentrum der Aktivitäten von TRAFFIC stehen nachhaltiger Fischfang sowie die Nutzung von Heilpflanzen, Hölzern und Tieren in der Medizin, Kosmetik, Nahrungsmittel- und Textilindustrie.

## Geschichte
In den 1970er Jahren gewannen Dokumentation und Kontrolle des Handels mit gefährdeten Tier- und Pflanzenarten an Bedeutung. Daher gründete der World Wide Fund For Nature (WWF) zusammen mit der International Union for Conservation of Nature and Natural Resources (IUCN) das TRAFFIC-Netzwerk. Die Organisation war zunächst als Fachgruppe der IUCN strukturiert, die Hinweise auf Verstöße gegen Artenschutzabkommen sammelte und an die zuständigen Behörden weiterleitete. 1977 wurde TRAFFIC zu einer offiziellen Einheit des UNEP World Conservation Monitoring Centre aufgewertet. 1981 wurde „TRAFFIC International“ als offizieller Namen der Organisation etabliert. Von 1982 bis 1990 existierte die Organisation nicht in der heutigen Form, stattdessen koordinierte das entsprechende UNEP-Büro die Aktivitäten. 1990 wurde TRAFFIC International wiederhergestellt.

## Organisation
TRAFFIC International ist ein in Großbritannien eingetragener gemeinnütziger Verein. Die Organisation koordiniert die Arbeit der nationalen und regionalen Büros, die von der Organisation offiziell anerkannt wurden. Der Verein wird von einem geschäftsführenden Vorstand geleitet, dessen Vorsitzender („Executive Director“) derzeit Steven Broad ist.Stand Juli 2017 Nach eigenen Angaben hat TRAFFIC weltweit über 100 Mitarbeiter, die auf fünf Kontinenten arbeiten. Im Geschäftsjahr 2014/2015 betrugen die Einnahmen 4,8 Millionen Pfund, die Ausgaben beliefen sich auf rund 4,6 Millionen Pfund.
1979 etablierte die nationale Sektion des WWF in den Vereinigten Staaten das erste regionale TRAFFIC-Büro. Bis ins Jahr 2000 stieg die Zahl der Standorte auf 21, heute gibt es nach Angaben auf der TRAFFIC-Website neben der Zentrale 16 nationale und regionale Büros. Davon entfallen sieben auf Asien, fünf auf Europa, drei auf Afrika und eines auf Nordamerika. Seit 1981 ist der Verein in Europa aktiv, das erste Büro wurde 1990 in Brüssel eröffnet. Auch in Deutschland ist TRAFFIC tätig, hier dokumentiert die Organisation zum Beispiel die illegale Einfuhr geschützter Tier- und Pflanzenarten über den Frankfurter Flughafen. Nationale und Regionale Büros befinden sich häufig in Räumlichkeiten des WWF oder der IUCN.

## Aktivitäten
Das TRAFFIC-Programm hat im Wesentlichen vier Ziele: Der Handel mit geschützten Tier- und Pflanzenarten soll effektiv reguliert werden. Außerdem sollen positive wirtschaftliche und soziale Anreize für einen nachhaltigen Umgang gesetzt werden. Sowohl beim Konsumenten als auch den wichtigsten Entscheidungsträgern soll ein Bewusstsein für das Anliegen der Organisation entstehen. Das Programm soll ein Teil der Strategie zum Schutz der Biodiversität sein. Die Öffentlichkeitsarbeit spielt dabei eine wichtige Rolle: Die Organisation veröffentlicht regelmäßig Handlungsempfehlungen, die nach Angabe des WWF zum Beispiel im Fall von Heilpflanzen zu einer signifikanten Verbesserung des Schutzes geführt haben. Außerdem erscheint mit dem sogenannten TRAFFIC Bulletin die einzige wissenschaftliche Fachzeitschrift zum Thema des Handels mit gefährdeten Tier- und Pflanzenarten.
Maßgeblich für den Erfolg von TRAFFIC ist die Zusammenarbeit mit internationalen Behörden. Beispielsweise half der Verein bei der Umsetzung des Washingtoner Artenschutzübereinkommens in der Bundesrepublik Deutschland und trainierte in diesem Zusammenhang auch den Zoll. Außerdem entwickelte TRAFFIC das „Bad Ivory Database System“ (BIDS), um konfisziertes Elfenbein zu erfassen. Das System war entscheidend für die Bekämpfung illegalen Handels. Aus BIDS ging später das das „Elephant Trade Information System“ (ETIS) hervor.
In den letzten Jahren rückte China immer stärker in den Fokus von TRAFFIC, vor allem aufgrund seiner Auswirkungen auf den gesamten asiatischen Raum.